# The Bridge (album av Sonny Rollins)
The Bridge är ett musikalbum av Sonny Rollins som lanserades 1962. Det var hans första albumutgåva sedan 1959 när Rollins tog en kreativ paus. Och det var det första albumet han spelade in för bolaget RCA. Skivan är döpt efter Williamsburg Bridge i New York där Rollins ofta spelade under sin tid utanför studion. Rollins spelade här för första gången med de musiker som han skulle spela med under kommande år; Jim Hall på gitarr, Bob Cranshaw på bas och Ben Riley på trummor. Cranshaw har fortsatt spela med Rollins in på 2000-talet.

## Låtlista
(kompositör inom parentes)
1. Without a Song (Vincent Youmans/Edward Eliscu/Billy Rose) – 7:28
2. Where Are You? (Jimmy McHugh/Harold Adamson) – 5:10
3. John S. (Sonny Rollins) – 7:45
4. The Bridge (Sonny Rollins) – 5:58
5. God Bless the Child (Billie Holiday/Arthur Herzog Jr) – 7:29
6. You Do Something to Me (Cole Porter) – 6:49